# Svederník
Svederník és un poble i municipi d'Eslovàquia que es troba a la regió de Žilina, al centre-nord del país.

## Història
La primera menció escrita de la vila es remunta al 1321.

## Demografia
| Godina             | 1994 | 2004    | 2014   | 2024    |
| ------------------ | ---- | ------- | ------ | ------- |
| Nombre de persones | 902  | 1002    | 1048   | 1733    |
| Diferència         |      | +11,08% | +4,59% | +65,36% |

| Godina             | 2023 | 2024   |
| ------------------ | ---- | ------ |
| Nombre de persones | 1702 | 1733   |
| Diferència         |      | +1,82% |